# فريدريك بويلشتاين
فريدريك بويلشتاين (بالإنجليزية: Frederick Boylstein)‏ (15 مارس 1902 – 28 فبراير 1972) هو ملاكم أمريكي راحل، مثّل بلاده في الألعاب الأولمبية الصيفية 1924.

## روابط خارجية
فريدريك بويلشتاين على موقع بوكس ريك (الإنجليزية) (registration required)
- فريدريك بويلشتاين على موقع أوليمبيديا (الإنجليزية)